# 王铁 (教育学家)
王铁（1918年—1999年2月3日），男，河北容城人。中国教育学家。中央教育科学研究所研究员。

## 生平[註 1]
1918年出生于河北省容城县王家营乡。
1937年10月加入中国共产党。在抗战中历任八路军先遣支队武安县工作团主任、中共武安县委宣传部长、统战部长、八路军129师平汉抗日游击队政治部主任、宣传部文艺组长、晋冀鲁豫边区文联《华北文艺》杂志及文艺丛书编辑。
1943年开始从事教育工作。曾任中共太行区地委宣传科长、豫北联中教员及教导主任。1948年2月任晋冀鲁豫地区教育厅视导员。至1949年9月时任职华北人民政府教育部中学科科长。
1949年10月中华人民共和国建立之后，先后任教育部中教司中学处副处长、政策研究室研究员及副主任；1953年到人民教育出版社任教育编辑室主任。
1956年，中央教育科学研究所筹办伊始即参与筹备处工作；嗣1957年研究所成立后，即任教育理论研究组组长、研究员。
“文革”中受到冲击和迫害，被打成教育科学研究所的“走资派”。
1972年被分配到青海省，任青海人民出版社副社长。
1978年，中央教育科学研究所重建，始得调回北京，为研究所领导小组成员；后遂任中央教育科学研究所学术委员会副主任、北京师范大学兼任教授、中国教育学会常务理事、全国教育经济学研究会顾问、理事长。
1999年2月3日在北京逝世，终年81岁。

## 事业
终生致力于对教育科学的研究，王铁是中央教育科学研究所创建者之一、研究员，并曾连任中国教育学会第一、二、三届理事会常务理事。
二十世纪50年代，王铁撰写和主编了多种教育著作，普及宣传中国教育学，其中有《怎样进行劳动教育》、《青年应该怎样发展个性》、《青年人怎样对待个性》、《老解放区教育资料选编》、《班主任工作的几个问题》等。
1961年，作为高校文科教材建设的重要作者之一，参与编写《中国教育学》。
至二十世纪80年代仍致力于教育方针的研究，发表过《教育上的问题要综合治理》、《中国教育方针研究——新民主主义教育方针的理论与实践》等论文。
王铁还是《中国大百科》（教育卷）编委会常委、教育科学分支主编。

## 资料
1. ↑  见《光明日报》讣告王铁研究员逝世 （页面存档备份，存于）。